# Borek (Kotórz Mały)
Borek – część wsi Kotórz Mały w Polsce, położona w województwie opolskim, w powiecie opolskim, w gminie Turawa.
W latach 1975–1998 Borek należał administracyjnie do ówczesnego województwa opolskiego.
Wierni kościoła rzymskokatolickiego należą do parafii Kotórz Wielki.